# 迪默纳克
迪默纳克（法語：Durmenach，法語發音：[dyʁmənak] ⓘ）是法国上莱茵省的一个市镇，属于阿尔特基什区。

## 地理
迪默纳克（47°31'37"N, 7°20'17"E）面积5.76 平方千米，位于法国大東部大區上莱茵省，该省份为法国东部内陆省份，是阿尔萨斯的一部分，今与下莱茵省组成了阿尔萨斯欧洲集体，其北临下莱茵省，西接孚日省，西南接贝尔福地区省，东侧沿莱茵河与德国相望，南与瑞士接壤。
与迪默纳克接壤的市镇（或旧市镇、城区）包括：米埃斯帕克、布克斯维莱尔、韦伦楚斯、旧费雷特、罗彭茨维莱尔。
迪默纳克的时区为UTC+01:00、UTC+02:00（夏令时）。

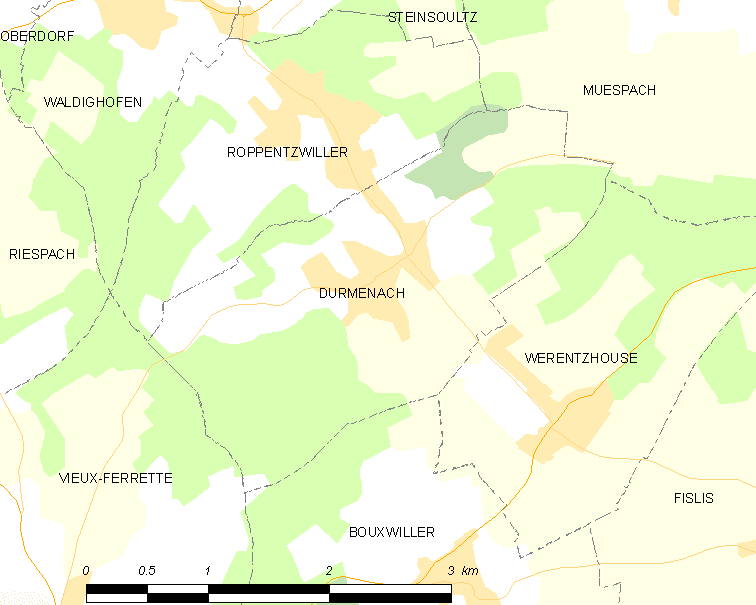
迪默纳克的OSM定位图

## 行政
迪默纳克的邮政编码为68480，INSEE市镇编码为68075。

## 政治
迪默纳克所属的省级选区为阿尔特基什县。

## 人口

1962-2008年间迪默纳克人口变化图示

迪默纳克于2022年1月1日时的人口数量为831人。